# Haszan Riza
Haszan Riza pasa, modern török helyesírással Hasan Rıza (Bagdad, 1871 – Shkodra, 1913. január 30.) oszmán katonatiszt. Az első Balkán-háborúban a montenegrói és szerb hadseregek által ostromolt Szkutari védője volt. Még az ostrom alatt gyilkoltatta meg helyettese, Esat Toptani.

## Életútja
Bagdad mellett született a bagdadi váli, az arab nemzetiségű Mehmed Namik pasa és egy albán nemzetiségű anya fiaként. 1892-ben fejezte be tanulmányait a konstantinápolyi katonai akadémián, majd katonatiszti pályára lépett. 1895-től a nemzetvédelmi főiskolán oktatott századosi rangban, majd 1899–1900-ben a Német Császárságban vett részt katonatiszti továbbképzésen. 1901-től 1911-ig Irakban szolgált, ezt követően tábornoki ranggal Szkutariba (ma Shkodra) vezényelték, 1912 tavaszán pedig megtették a város válijává.

### Szkutari ostroma

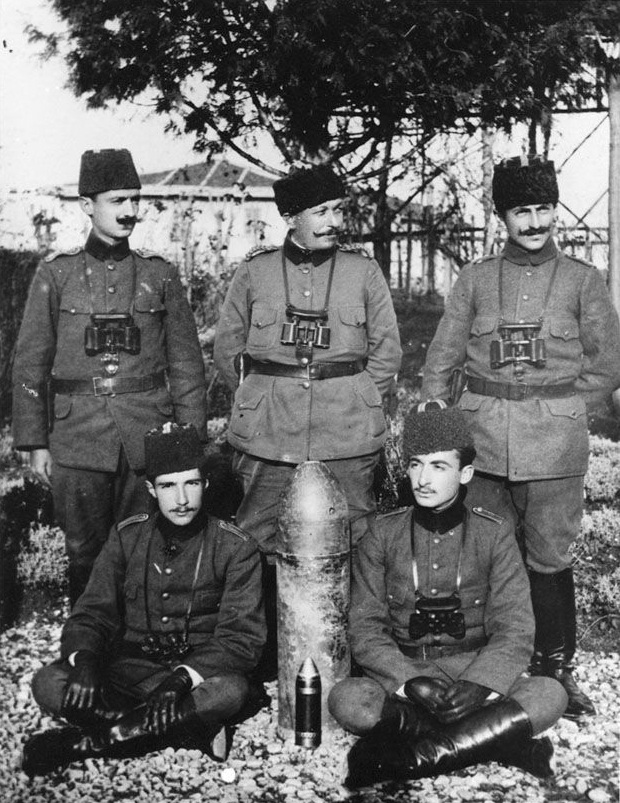
Riza szkutari főtisztjeivel

Az első Balkán-háború nyitányaként Montenegró csapatai 1912. október 8-án megtámadták Szkutarit, a város védelmének élére 14 ezer katonájával Riza állt. Hamarosan Esat Toptani érkezett a megsegítésére egy 10 ezer fős redifhadsereg élén. Az ostromlottak helyzete így is reménytelen volt a nagy túlerővel szemben, 1913. november közepén ráadásul egy újabb montenegrói és egy szerb hadosztály is érkezett Szkutari ostromának támogatására. Riza pasa elszántan védte a várat, a korabeli feljegyzések szerint egy ízben kijelentette: „Szkutari a jövőnk vagy a sírunk lesz, de nem a szégyenünk.”
Csaknem négy hónapja zajlott a város ostroma, amikor Riza, 1913. január 30-án rejtélyes körülmények között erőszakos halált halt. Edith Durham kissé regényes színezetű beszámolója szerint Riza egy Toptanival elköltött vacsoráról tért haza, amikor a Toptani-háztól néhány lépésre két nőnek öltözött fegyveres agyonlőtte. A közvélemény azonnal helyettesében sejtette a bűnöst. Ezt látszott igazolni, hogy a merényletet követően Toptani azonnal átvette a városparancsnokságot, és nem indított vizsgálatot felettese halálával kapcsolatosan. Egyik segédje, Osman Bali évekkel később valóban azt vallotta, hogy Toptani megbízásából ő és egy bizonyos Mehmed Kavaja követték el a merényletet. Toptani végül 1914. április 23-án átadta a várost a győztes montenegrói seregnek, ő pedig embereivel együtt bántatlanul elvonulhatott a városból.
Haszan Riza pasát a szkutari Parruca-mecsetben helyezték örök nyugalomra.